# 浅野長延
浅野 長延 （あさの ながのぶ、元文元年（1736年） - 寛政4年1月5日（1792年1月28日））は、江戸時代中期の旗本。浅野長広の孫。通称は政之丞、大学、長兵衛。
旗本浅野長純の長男として誕生した。母は村上源左衛門正方の娘。宝暦4年（1754年）に父の死去により500石の家督を相続して幕府に出仕。11月25日にはじめて将軍徳川家重に御目見し、宝暦5年（1755年）3月29日、小姓組番士となった。宝暦10年（1760年）1月26日より進物役となったが、明和3年（1766年）11月28日に辞職した。明和4年（1767年）5月7日には番士も辞した。明和5年（1768年）8月3日に隠居し、弟の長貞に家督を譲った。寛政4年（1792年）1月5日に死去、享年57。赤穂浅野家の菩提寺である高輪泉岳寺に葬られた。法名は恕休。